# Bobby Lohse
Bobby Lohse est un skipper suédois né le 3 février 1958 à Mölndal.

## Biographie
Bobby Lohse participe aux Jeux olympiques d'été de 1996 à Atlanta et remporte la médaille d'argent dans l'épreuve du Star en compagnie de Hans Wallén.